# فيفيك أوبروي
فيفيك أوبروي (بالإنجليزية: Vivek Oberoi) ولد (3 سبتمبر 1976) بحيدر آباد، أندرا برديش بالهند، هو ممثل هندي بدأ مسيرته في السينما الهندية سنة 2002 في فيلم كامباني وأخذ عنه جائزة فيلم فير لأفضل ممثل صاعد، بعدها ظهر في عدة أفلام متتالية مع نجوم كبار ك أميتاب باتشان وأيشواريا راي وراني موخرجي، ليصبح رمزا هاما في بوليوود.